# A magyar irodalom története (Szent István Társulat)
A Szent István Társulat magyar irodalomtörténete, hivatalosan csak A magyar irodalom története egy 20. század első felében megjelent, csonka magyar irodalomtörténeti összefoglalás.

## Története
Az 1848-ban alapított Szent István Társulat kezdettől fogva adott a ki a szűkebb vallási műveken kívül katolikus szellemben feldolgozott tudományos műveket is. Ezek között több irodalomtörténeti értekezésük, kisebb-nagyobb irodalmi tanulmányuk is megjelent. 
Az 1930-as években döntött úgy a kiadó, hogy Alszeghy Zsolt szerkesztésében egy teljes magyar irodalomtörténetet is közrebocsát, ennek azonban csak 2 kötete készült el Alszeghy és Brisits Frigyes tollából. További részek nem jelentek meg.
- 3. rész. Alszeghy Zsolt: A tizenhetedik század  (1935, 292 p)[1]
- 5. rész. Brisits Frigyes: A XIX-ik század első fele (1939, 380 p)[2]

## Adalékok
Bár részletes katolikus szellemű magyar irodalomtörténet végül nem készült a korszakban, néhány katolikus magyar irodalomtörténeti műből nagyjából összeállítható a Horthy-korszak katolikus irodalomszemlélete.
Akárcsak a fenti csonka sorozat, Szent István Társulatnál jelent meg a Szent István Könyvek sorozatban valamivel korábban, 1923-ban szintén Alszeghy feldolgozásában a teljes 19. századról egy kötet:
- Alszeghy Zsolt: A 19. század magyar irodalma (1923, 285 p)[3]

Alszeghy a magyar középkor irodalmáról a Debreceni Szemle 1929-es számában adott ismertetést.
Az 1920-as évek végén a Szent István Könyvek keretében Bánhegyi Jób is írt kisebb, két kötetes feldolgozást a magyar irodalom egészéről:
- Bánhegyi Jób: A magyar irodalom története. 1. A legrégibb időktől Kisfaludy Károlyig (1929, 228 p)[5]
- Bánhegyi Jób: A magyar irodalom története. 2. Kisfaludy Károlytól napjainkig (1930, 311 p)[6]